# Septoria
Septoria és un gènere de fongs ascomicots de l'ordre dels capnodials (Capnodiales). Produeixen picnidis que causen nombroses malalties que apareixen com a taques a les fulles de les plantes, incloent les cultivades, causant greus danys econòmics. Els seus picnidis produeixen picnidiòspores aciculars.Aquest gènere està molt estès i s'estima que conté unes 200 espècies.
En el blat la malaltia és causada per l'espècie Septoria tritici, essent el seu anamorf Mycosphaerella graminicola, el qual ocasionalment pot afectar altres gramínies com l'ordi. Aquesta és la principal malaltia que afecta el blat al Regne Unit.
Septoria apiicola causa una malaltia a l'api que pot sobreviure en les llavors de l'api.
Diverses espècies de Passiflora estan infectades per diverses espècies de Septoria, i el fong anomenat Septoria passiflorae s'ha usat per combatre l'espècie invasora Passiflora tarminiana a Hawaii.